# Wulpisca arnaudi
Wulpisca arnaudi är en tvåvingeart som beskrevs av Guilherme A.M.Lopes 1988. Wulpisca arnaudi ingår i släktet Wulpisca och familjen köttflugor.
Artens utbredningsområde är El Salvador. Inga underarter finns listade i Catalogue of Life.